# Germán Antonio Rivas
Germán Antonio Rivas Morales (Santa Rosa de Copán, 1958- 26 de noviembre de 2003), fue un periodista hondureño propietario de Canal 34. Murió asesinado.

## Biografía
Rivas Morales nació en una familia notable, recibió estudios primarios en la Escuela Jerónimo J. Reina; se graduó de Perito Mercantil y Contador Público en el Instituto Álvaro Contreras. De fe cristiana católica, contrajo matrimonio con Maribel Chinchilla. 
En la década de los setenta fue nombrado gerente de la agencia del Banco Central de Honduras en la ciudad. Descubrió sus aptitudes para el periodismo, debutó en 1974 como reportero de “Radio América” en los procesos electorales hondureños. Fue reportero regional para el noticiero televisivo “Abriendo Brecha” que conduce el Licenciado Rodrigo Wong Arélavo, como también distribuidor de la revista “Hablemos Claro”. En la década de los ochenta, Rivas fue voluntario del Movimiento de los Derechos Humanos.

## Empresario
En la década de los noventa se vio atraído por difundir noticias que ocurrían en Santa Rosa; un amigo, el ingeniero Mario Enrique Ramírez (también asesinado) había instalado un cinema en el cual además de películas, presentaba eventos sociales y marchas mediante reproducción de cintas VHS y Betamax. Allí, Germán optó por fundar la primera empresa televisiva local, de igual forma la agencia bancaria del Banco Central de Honduras había cerrado y Germán tenía la oportunidad de hacerse del equipo necesario para su empresa y apoyándose en el Sistema de Televisión por cable que llegó a ser instalado en Santa Rosa de Copán a partir de 1986. 
Logró permiso para emitir su Canal 12 mediante dicho sistema, la señal y nitidez con que se emitía fue muy aceptada dentro de la sociedad santarrosense, siendo el principal programa estrella el Noticiero que conducía él y su esposa Maribel y la retransmisión de la misa dominical, como de algunos eventos sociales y políticos. Santa Rosa ya contaba con su canal de televisión local, esto promocionó más a Rivas que decidió adquirir nuevos equipos de transmisión para convertir su canal en señal UHF, lo que logró a finales de la década de los noventa, rebautizando su empresa como “Corporación Mayavisión” y el canal cambió para ser: Canal 34 y Canal 7.
Ya con nuevos programas variados, sección religiosa, social, musical, deportiva debido a que Rivas fungió como directivo del Deportes Savio y grabó cuando el equipo ascendió a la Primera División del fútbol hondureño. El noticiero CMV se llevaba el 100% de audición ya fuera del municipio de Santa Rosa de Copán. Rivas Morales, además el 17 de febrero de 1997 fundó la estación radial Estéreo Maya Visión. Al año siguiente, entre octubre y noviembre de 1998 fue este canal que informó e hizo acto de presencia IN SITU a los lugares donde el Huracán Mitch había hecho estragos.

## Atentado
Germán Rivas denunciaba en su canal 34 la criminalidad que se hacía latente en el occidente de Honduras; las operaciones de la Empresa Minera, la cual se apropiaba de terrenos aledaños y solicitaba la tala de árboles de pino, en una extensa área aprovechándose de la ignorancia de los habitantes y de la permisiva Ley de Minería. También denunció el vertido de cianuro en la cuenca del Río Higuito, el tráfico ilícito de café y otros granos básicos que por puntos negros era sacado a los países vecinos y otros hechos.
El lunes 24 de febrero de 2003, fue objeto de un atentado cuando, al llegar a su casa, un desconocido le disparó, falló y se dio a la fuga. Rivas lo comunicó a las autoridades policiales y a las organizaciones defensoras de derechos humanos a nivel nacional e internacional. Un rifle fue encontrado por un periodista en una zona cercana a la residencia del comunicador, y entregado a la Policía de investigación.

## Asesinato
El 26 de noviembre de 2003, salía de su empresa en el Barrio Calvario de Santa Rosa de Copán, después de terminar el noticiero vespertino, a eso de las 7 p. m. Se disponía a subir a su vehículo cuando un desconocido se acercó y disparó su arma, le impactó en la cabeza, por lo que falleció en el momento. El autor huyó y no hubo testigos, ya que la calle estaba solitaria y unas horas después de encontrado su cuerpo por compañeros periodistas, se llamó a la Policía y el caso aun conmociona a la sociedad periodística, ya que Rivas fue el primero en Honduras en ser asesinado. Después de varias investigaciones las autoridades encontraron a los presuntos autores.
A partir de este hecho, los periodistas hondureños temen por sus vidas, ya que son amenazados de muerte.

### Otros asesinados
Entre los periodistas que han perdido la vida, se encuentran: 
- Jorge Alberto “Georgino” Orellana, reportero de TVC noticias Canal 5. Asesinado en el 20 de abril de 2010.[11]
- Luz Marina Paz, (38 años) asesinada en Tegucigalpa, mientras conducía su automóvil el 6 de diciembre de 2011.[12]
- Fausto Evelio Hernández (54 años) asesinado un 12 de marzo de 2012 en el departamento de Colón.[13]
- Saira Fabiola Almendares Borjas, (22 años) junto a otros dos acompañantes asesinados en san Pedro Sula el 1 de marzo de 2012.[14][15]